# Wodena
Wodena är öar i Marshallöarna.   De ligger i kommunen Arnoatollen, i den sydöstra delen av Marshallöarna, 40 km öster om huvudstaden Majuro. Arean är 0,44 kvadratkilometer.
Terrängen på Wodena är platt. Den sträcker sig 2,9 kilometer i nord-sydlig riktning, och 0,5 kilometer i öst-västlig riktning.